# People Are Strange
A People Are Strange egy dal a The Doors együttes 1967-es Strange Days című albumáról, amely kislemezen kiadva 12. lett a Billboard Hot 100 slágerlistán, míg Kanadában 1. helyezést ért el.
A Billboard a kislemezt "könnyű rockereknek, lenyűgöző szöveggel" jellemezte."

## Helyezések és minősítések

### Slágerlistás helyezések
| Chart (1967)           | Legjobb helyezés |
| ---------------------- | ---------------- |
| Kanada RPM Top Singles | 1                |
| Új-Zéland (Listener)   | 9                |
| U.S. Billboard Hot 100 | 12               |
| U.S. Cash Box Top 100  | 10               |

### Minősítések
| Régió                                                            | Minősítés | Eladott példányszám |
| ---------------------------------------------------------------- | --------- | ------------------- |
| Egyesült Királyság (BPI)                                         | ezüst     | 200 000‡            |
| ‡ Eladási+streaming példányszámok kizárólag a minősítés alapján. |           |                     |

## Külső hivatkozások
- AllMusic